# Franeker vasútállomás
Franeker vasútállomás vasútállomás Hollandiában, Franekeradeel településen. Az állomást az Arriva üzemelteti.

## Vasútvonalak
Az állomást az alábbi vasútvonalak érintik:
- Harlingen–NieuweSchans-vasútvonal

## Kapcsolódó állomások
A vasútállomáshoz az alábbi állomások vannak a legközelebb:
- Harlingen vasútállomás
- Dronrijp vasútállomás

## Forgalom
2013-ban az állomást az alábbi járatok érintették:
Vasút
- 2x óránként személyvonat (stoptrein): Harlingen Haven - Leeuwarden

Busz
- 33-as busz: Franeker - Franeker vasútállomás - Tzum - Winsum -  Oosterlittens - Wieuwerd - Bozum - Scharnegoutum - Sneek
- 36-os busz: Franeker - Franeker vasútállomás - Witmarsum
- 75-ös busz: Franeker vasútállomás - Franeker - Harlingen